# Wappen der Azoren
Aus dem Wappen der Azoren, einer Gruppe von neun größeren und mehreren kleineren portugiesischen Atlantikinseln, sind nur in Gold die neun Sterne und der Habicht in die Flagge der Azoren übernommen worden.

## Beschreibung
Das rotgebordete Wappen mit neun goldenen fünfzackigen Sternen ist silbern und zeigt einen blauen rotgeschnäbelten und -gezungten und rotgeständerten Habicht (Accipiter gentilis). Auf den Schild ruht ein goldener Spangenhelm mit roter Fütterung und blau-silbernen dornengeschnittenen Helmdecken. Aus der aufliegenden blau-silbernen Helmwulst wächst mit neun goldenen fünfzackigen Sternen, davon vier auf den Flügeln, der Habicht empor. 
Schildhalter sind zu beiden Seiten schwarze silbergehörnte und goldbehufte aufgerichtete Stiere mit goldenem Halsband an einer frei hängenden goldenen Kette. Beide halten je einen blauen Flaggenstab mit goldener Fuß- und Mastspitze, an der rechts auf goldgefasstem weißem Fahnentuch ein rotes Prankenkreuz mit weißem gemeinem Kreuz gelegt ist und links ebenso gefasst, aber in Rot eine weiße Taube über einem goldfarbenen Fadenkreuz fliegt.
Unter dem Schild ist ein goldenes Band mit der Devise in schwarzen Gotikbuchstaben „Antes morrer livres que em paz sujeitos“ („Lieber als Freie sterben, als im Frieden Unterworfene zu sein“).

## Symbolik
Die Taube symbolisiert den Heiligen Geist und verweist auf einer der ältesten Religionen auf den Azoren. Der Stier soll die Fleischwirtschaft (Rindfleisch) zeigen. Das Prankenkreuz ist das Zeichen des Christusordens. Der Habicht als Wappenvogel verweist auf die Namensgebung der Inseln: Ilhas dos Açores (port.) zu deutsch: Habichtsinseln.